# Skin (court métrage)
Pour les articles homonymes, voir Skin.

Skin est un court métrage réalisé par Guy Nattiv et sorti en 2018.
Il a remporté l'Oscar du meilleur court métrage en prises de vues réelles en 2019.
Le long métrage Skin portant le même titre a également été réalisé par Guy Nattiv en 2018.

## Fiche technique
- Réalisation : Guy Nattiv
- Scénario :  Sharon Maymon, Guy Nattiv
- Musique : Brian McOmber
- Durée : 20 minutes
- Date de sortie : août 2018 (HollyShorts Film Festival, Los Angeles)

## Distribution
- Jonathan Tucker : Johnny Aldd
- Jackson Robert Scott : Troy
- Danielle Macdonald : Christa
- Lonnie Chavis : Bronny
- Jared Day : Adrian

## Distinctions
- Oscars 2019 : Oscar du meilleur court métrage en prises de vues réelles[2]